# Yoan Florantin
 (décembre 2023).
Si vous disposez d'ouvrages ou d'articles de référence ou si vous connaissez des sites web de qualité traitant du thème abordé ici, merci de compléter l'article en donnant les références utiles à sa vérifiabilité et en les liant à la section « Notes et références ».
Yoan Florantin, dit Ti Peck, est un bodyboardeur français né le 20 décembre 1987 à Saint-Paul, à La Réunion. Champion de France open en 2011 et 2012[réf. souhaitée], il intègre l'IBA World Tour en 2013.